# 조이반 웨이드
조이반 웨이드(영어: Joivan Wade, 1993년 8월 2일 ~ )는 잉글랜드의 배우이다.